# 鲁迪·博默尔
鲁迪·博默尔（德語：Rudi Bommer，1957年8月19日—），德国男子足球运动员。他曾代表西德参加1984年和1988年夏季奥林匹克运动会足球比赛，其中1988年奥运会获得一枚铜牌。